# Tachiadenus umbellatus
Tachiadenus umbellatus är en gentianaväxtart som beskrevs av J. Klackenberg. Tachiadenus umbellatus ingår i släktet Tachiadenus och familjen gentianaväxter. Inga underarter finns listade i Catalogue of Life.